# Emile Sinclair
Emile Anthony Sinclair (* 29. Dezember 1987 in Leeds) ist ein englischer Fußballspieler, der seit 2011 bei Peterborough United unter Vertrag steht. Aktuell spielt er auf Leihbasis beim Drittligisten Doncaster Rovers.

## Karriere

### Erste Erfahrungen im Profifußball bei Nottingham Forest
Der bevorzugt als Angreifer einsetzbare Sinclair begann seine aktive Laufbahn bei Bradford City, bei dessen Verein er in den Jugendmannschaften aktiv war. Nachdem er bei Bradford keine Vertragsverlängerung erhalten hatte, wechselte der Offensivspieler in die Jugendakademie zu Nottingham Forest. Zur Saison 2007/08 rückte er in den Profikader der Reds auf und absolvierte am 14. August 2007 in der Auswärtspartie gegen Chester City im League Cup seinen ersten Profieinsatz für Forest. Dabei lief er beim Stand von 0:0 in der 103. Minute für Grant Holt aufs Spielfeld. Die Mannschaft aus Nottingham setzte sich schließlich im Elfmeterschießen mit 4:2 durch und erreichte den Einzug in die zweite Runde des Wettbewerbs. In der Folge kam Sinclair aufgrund der Konkurrenz im Angriff mit Grant Holt, Junior Agogo, Scott Dobie und Nathan Tyson bei Nottingham Forest nur zu mehreren Kurzeinsätzen.
Am 22. September 2007, bei seinem zweiten Ligaeinsatz in der Football League One, erzielte er zwei Minuten nach seiner Einwechslung im Heimspiel gegen den FC Gillingham den 4:0-Endstand für Nottingham Forest. Anfang Oktober 2007 einigte er sich mit Nottingham Forest auf eine Vertragsverlängerung, die auf zwei Jahre befristet Gültigkeit besitzt. Bis Mitte November bestritt er noch zwei weitere Ligaspiele für Nottingham Forest, in denen er jeweils wenige Minuten vor Spielende für den gesetzten Stürmer Junior Agogo auflief.

### Diverse Leihgeschäfte
Es folgte ein Leihgeschäft mit dem Viertligisten FC Brentford, der Sinclair für einen Monat leihweise verpflichtete. Zwei Tage später absolvierte der Angreifer sein erstes Ligaspiel für Brentford in der Football League Two und stand in der Startformation der red and white army. Bei der 0:7-Auswärtsniederlage bei Peterborough United bildete er zusammen mit Lee Thorpe der Angriffsduo der Bees. Die folgenden Partien verbrachte er jedoch größtenteils wieder auf der Ersatzbank und agierte erneut als Einwechselspieler. Bei Brentford gelang es ihm nicht, sich aufzudrängen und für eine dauerhafte Verpflichtung zu empfehlen.
Nach seiner Rückkehr nach Nottingham erhielt der Angreifer erneut als Ergänzungsspieler einige Einsätze im Ligabetrieb der Football League One. Bis zum Saisonende 2007/08 absolvierte er noch acht Ligaspiele für Forest, konnte sich jedoch nicht als Torschütze auszeichnen lassen. Als Tabellenzweiter hinter Swansea City gelang den Reds der Wiederaufstieg in die zweithöchste Spielklasse, die Football League Championship. Sinclair begann die Spielzeit 2008/09 mit einem Heimspiel von Nottingham Forest gegen den FC Reading. Beim torlosen Unentschieden lief er in der 83. Minute als Einwechselspieler für den Mittelfeldakteur Lewis McGugan auf Feld. Bis Mitte Oktober stand er in zwei weiteren Pflichtspielen für die Reds im Einsatz. Daraufhin folgte eine auf einen Monat befristete Ausleihe des Stürmers zum Fünftligisten Mansfield Town.
Bei den in der Conference National spielenden Stags stand er in seinem ersten Ligaspiel im Non-League football in der Startformation und erzielte bei der 1:2-Heimniederlage gegen den FC Wrexham den Führungstreffer für Mansfield Town. Nachdem Sinclair am 15. November 2008, bei seinem dritten Einsatz in der Conference National, im Heimspiel gegen den Salisbury City FC seinen zweiten Torerfolg verbuchen konnte, verlängerte der Verein seinen Leihvertrag einen Tag später um einen weiteren Monat. Nach seiner Rückkehr nach Nottingham im Dezember 2008 saß der Offensivspieler erneut auf der Bank und absolvierte keine Pflichtspiele mehr für Forest.
Um dennoch Spielpraxis zu sammeln, lieh ihn der Verein am 15. Januar 2009 für einen Monat auf Leihbasis an den Viertligisten Macclesfield Town aus. Bei den Silkmen gelang es ihm unter Cheftrainer Keith Alexander neben Gareth Evans einen Stammplatz im Angriff zu erkämpfen. Bei seinem zweiten Einsatz für Macclesfield gelang ihm im Heimspiel gegen den FC Brentford sein erster Torerfolg. Nach Ablauf der Leihfrist kehrte der Stürmer erneut nach Nottingham zurück. Nach einem Einsatz im Ligabetrieb der Football League Championship, als er für Joe Garner eingewechselt wurde, nahm ihn Macclesfield Town wenige Tage später erneut als Leihspieler unter Vertrag. In den folgenden elf Partien für Macclesfield gelang Sinclair jedoch kein Treffer.

### Endgültige Unterschrift bei Macclesfield Town
Im Mai 2009 erhielt er bei Nottingham Forest keinen neuen Vertrag angeboten und wurde vom Verein freigegeben. Im Sommer 2009 unterzeichnete er bei Macclesfield Town einen dauerhaften Vertrag und verließ Nottingham somit endgültig. Am 8. August 2009 bestritt er in der Auswärtspartie bei Northampton Town sein erstes Pflichtspiel in der Saison 2009/10 und stand dabei zusammen mit dem zuvor ebenfalls bei Nottingham Forest unter Vertrag stehenden Algerier Hamza Bencherif im Einsatz. In den folgenden sechs Begegnungen fand Sinclair in der Stammelf keine Berücksichtigung und agierte jeweils als Einwechselspieler.
Nachdem der Angreifer am 29. September gegen Burton Albion seinen ersten Saisontreffer erzielte, gelang es ihm in der Folge einen Stammplatz zu sichern. Sinclair konnte allerdings keine konstanten Leistungen erbringen, so traf er in den folgenden elf Begegnungen nicht ins gegnerische Tor. Am 12. Dezember schoss der Stürmer beim 3:1-Heimsieg gegen Hereford United erstmals in seiner Laufbahn zwei Tore in einer Profiliga. Im April 2010 verlängerte er seinen Vertrag bei den Silkmen um zwei Jahre bis Ende Juni 2012. Bis zum Saisonende absolvierte Sinclair insgesamt 42 Ligaspiele in der Football League Two und konnte sieben Torerfolge verbuchen. Zudem bestritt er je einen Einsatz in der Football League Trophy und im FA Cup. In den beiden Wettbewerben schied die Mannschaft frühzeitig aus, im Ligabetrieb gelang mit Rang 19 der Klassenerhalt.

### Peterborough United
Am 31. August 2011 wechselte Sinclair zum Zweitliga-Aufsteiger Peterborough United und unterzeichnete einen Dreijahresvertrag. In der Football League Championship 2011/12 erzielte er zehn Ligatreffer für seinen neuen Verein. Im Verlauf der Saison 2012/13 unterschrieb er für zwei Monate beim FC Barnsley. Am 5. Januar 2013 erfolgte ein weiterer Wechsel auf Leihbasis zum Drittligisten Doncaster Rovers.